# Díkaia
Díkaia är en ort i Grekland.   Den ligger i prefekturen Nomós Évrou och regionen Östra Makedonien och Thrakien, i den nordöstra delen av landet, 500 km nordost om huvudstaden Aten. Díkaia ligger 51 meter över havet och antalet invånare är 737.
Terrängen runt Díkaia är huvudsakligen platt. Díkaia ligger nere i en dal. Runt Díkaia är det glesbefolkat, med 15 invånare per kvadratkilometer. Närmaste större samhälle är Rízia, 14,2 km sydost om Díkaia. Trakten runt Díkaia består till största delen av jordbruksmark.